# Chezelles, Indre
Chezelles är en kommun i departementet Indre i regionen Centre-Val de Loire i de centrala delarna av Frankrike. Kommunen ligger i kantonen Buzançais som tillhör arrondissementet Châteauroux. År 2022 hade Chezelles 451 invånare.

## Befolkningsutveckling
Antalet invånare i kommunen Chezelles
Referens:INSEE